# ウィンクでさよなら
「ウィンクでさよなら」は、日本の歌手である沢田研二の16枚目のシングルである。
1976年5月1日にポリドール・レコードより発売された。

## 解説
- 作詞は「あの日にかえりたい」が大ヒットした直後の荒井由実、作曲は加瀬邦彦である。ちなみに荒井（のちの松任谷）は1978年2月28日、TV番組『ミュージックフェア』で共演した際「静かなまぼろし」[注釈 1]を沢田に提供（作詞・作曲）したが、この楽曲が沢田によってレコーディングされ発売されたのは11年後の1989年のことであった（アルバム『彼は眠れない』に収録）。

## 収録曲
1. ウィンクでさよなら
  - 作詞:荒井由実／作曲:加瀬邦彦／編曲:大野克夫
2. 薔薇の真心
  - 作詞:荒井由実／作曲:加瀬邦彦／編曲:東海林修

## 参加ミュージシャン
- 井上堯之バンド
  - 井上堯之
  - 速水清司　ギター
  - 佐々木隆典　ベース
  - 鈴木二朗
  - 大野克夫
- ケニー・ウッド・オーケストラ